# Euepicrius
Euepicrius – rodzaj roztoczy z kohorty żukowców i rodziny Ologamasidae.

## Morfologia
Pajęczaki o ciele podzielonym na gnatosomę i idiosomę. Gnatosoma ma pięcioczłonowe nogogłaszczki z członem ostatnim zaopatrzonym w trójwierzchołkowy pazurek. Epistom pozbawiony jest maczugowatego wyrostka środkowo-przedniego. Idiosoma od wierzchu nakryta jest dwoma wyraźnie oddzielonymi tarczkami: podonotalną nad podosomą (na prodorsum) i opistonotalną nad opistosomą (na postdorsum). Na spodzie podosomy brak jest płytek presternalnych. Na spodzie opistosomy tarczki brzuszna i analna zlane są w tarczkę wentro-analną. Ponadto tarczka wentro-analna zrośnięta jest z tarczą opistonotalną. Na tarczkach grzbietowych brak jest szczecinek na szypułkach, ponadto na tarczce opistonotalnej brak jest szczecinek gęsto owłosionych. Szczecinki preanalne są wykształcone.

## Taksonomia
Takson ten wprowadzony został w 1942 roku przez Herberta Womersleya. Gatunkiem typowym autor ów wyznaczył E. filamentosus
Do rodzaju tego należy 8 opisanych gatunków:
- Euepicrius bipeltatus Karg, 1997
- Euepicrius brevicruris Karg, 1993
- Euepicrius caesariatus (Lee et Hunter, 1974)
- Euepicrius femuralis Karg, 1993
- Euepicrius filamentosus Womersley, 1942
- Euepicrius lootsi Lee, 1970
- Euepicrius multipori Karg, 1993
- Euepicrius queenslandicus Womersley, 1956